# Distretto di Sora
Il distretto di Sora fu una delle suddivisioni amministrative del Regno di Napoli in seguito Regno delle Due Sicilie, subordinate alla   provincia di Terra di Lavoro.

## La fine del Ducato di Sora
Il 14 luglio 1796, Ferdinando IV di Napoli dichiarò soppresso il ducato di Sora e disponendo il compenso da versare al duca Antonio II Boncompagni. Aveva fine, così, l'ultima entità statale in Italia in cui, come nelle signorie rinascimentali, il sovrano, pur non avendo un esercito territoriale, poteva disporre anche di monopoli industriali e della gestione diretta delle risorse economiche per l'arruolamento di mercenari.
Pochi anni più tardi, con l'avanzata delle truppe francesi in tutta Italia e la proclamazione della Repubblica partenopea la città lirinate fu centro d'azione della resistenza anti-giacobina che faceva capo al brigante Gaetano Mammone.

## L'istituzione del distretto
Il distretto di Sora fu istituito l'8 agosto 1806, allorché Giuseppe Bonaparte, divenuto re di Napoli, abolì i privilegi feudali in tutto il regno e ne riformò la struttura amministrativa. Con la legge 132 del 1806 Sulla divisione ed amministrazione delle province del Regno, infatti, veniva attuata la riorganizzazione amministrativa del Regno di Napoli, che prevedeva la divisione dello stesso in province a loro volta suddivise in distretti. La legge 272 del successivo 8 dicembre e la legge 6 del 19 gennaio 1807 individuarono i circondari di cui ciascun distretto si componeva ed i comuni rientranti in ogni circondario.
Sora, come capoluogo di distretto, ospitava il consiglio distrettuale, gli uffici della sottointendenza e la sede del distretto militare locale; la ricevitoria distrettuale (ufficio per il coordinamento della raccolta delle tasse), invece, aveva sede in San Germano (l'attuale Cassino).
Veniva stabilita, dunque, la prima sede politica civile cittadina, che amministrava quasi tutta la parte meridionale dell'odierna provincia di Frosinone e alcuni territori della provincia di Isernia (valle del Volturno). Il distretto, infatti, ereditava il territorio dell'antico Ducato di Sora e i possedimenti feudali dell'abbazia di Montecassino sciolti già dal 1799 con l'occupazione delle truppe giacobine di San Germano.

## Suddivisione in circondari

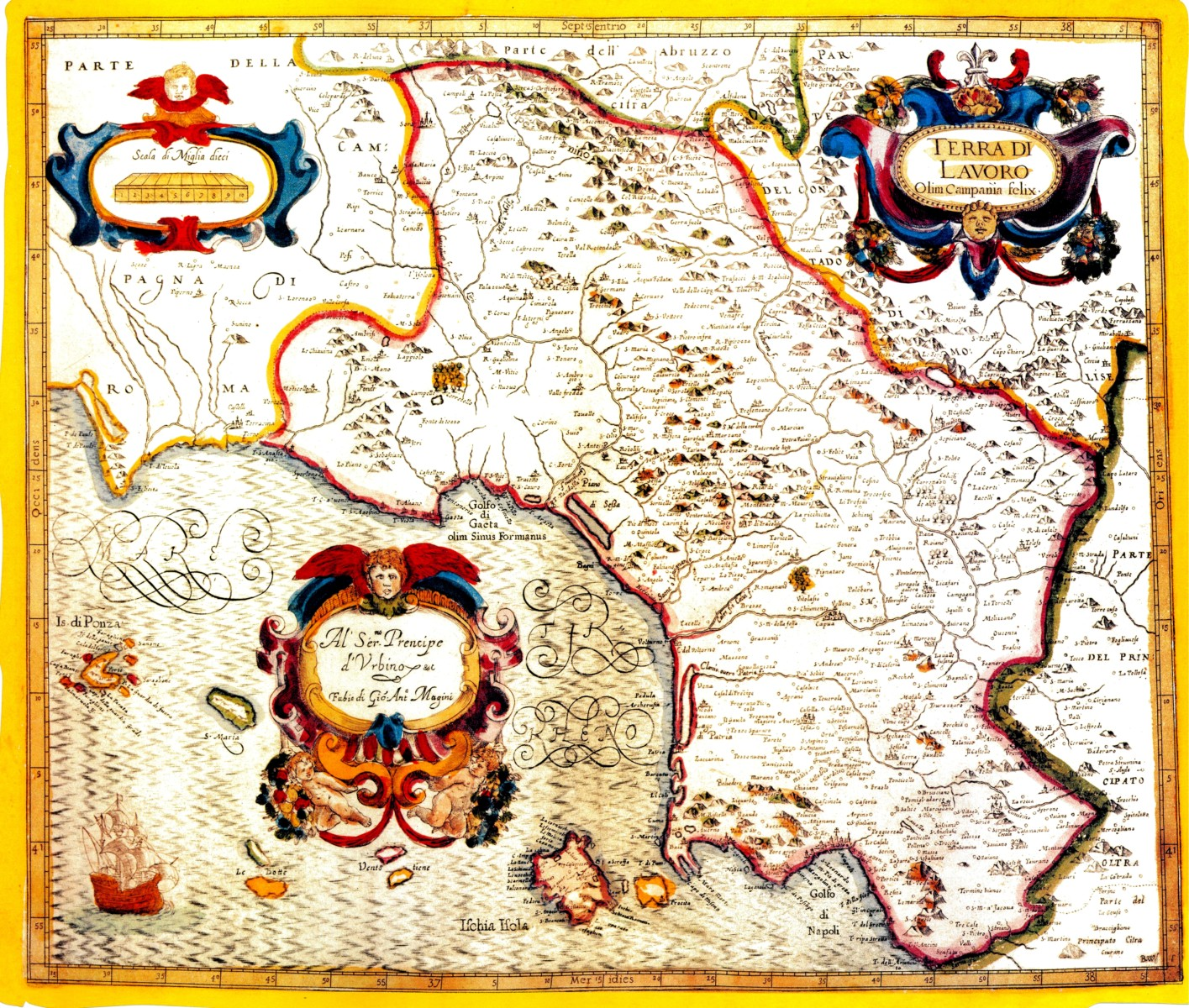
La Terra di Lavoro nel XVIII secolo: si noti l'unità territoriale dell'alto Volturno, del Lazio meridionale e della Campania settentrionale.

Il distretto, dunque, era suddiviso in successivi livelli amministrativi gerarchicamente dipendenti dal precedente. Al livello immediatamente successivo, infatti, individuiamo i circondari, che, a loro volta, erano costituiti dai comuni, l'unità di base della struttura politico-amministrativa dello Stato moderno. A questi ultimi potevano far capo i casali, centri a carattere prevalentemente rurale. I circondari del distretto di Sora ammontavano a otto ed erano i seguenti:
- Circondario di Sora
- Circondario di Alvito
- Circondario di Arce
- Circondario di Arpino
- Circondario di Atina
- Circondario di Cervaro
- Circondario di Roccasecca
- Circondario di San Germano
- Circondario di Venafro (aggregato al distretto di Piedimonte d'Alife nel 1811)
- Circondario di Colli (aggregato al distretto di Piedimonte d'Alife nel 1811)

## Età murattiana
Alcuni dati riguardanti l'industria nella media Valle del Liri nel periodo tra il 1840-1860:
- 7000 operai ca. impiegati nell'industria dei panni di Arpino.
- 2000 operai ca. impiegati nell'industria della carta fra Sora, Isola del Liri e Val Comino.
- 1000 operai ca. impiegati nell'industria dei pannilana a Sora.
- 110 operai ca. impiegati nella Ferriera di Atina[2].

L'orario di lavoro durava 12 ore complessive.
Nel 1808, Gioacchino Murat prende il posto di Giuseppe Bonaparte sul trono del regno napoleonico di Napoli. Inattesi sconvolgimenti politici interessano anche l'antica Terra di San Benedetto dove i sacerdoti della Diocesi di Montecassino rifiutarono obbedienza all'abbate finché, nel 1809, il vescovato cassinate perse anche la giurisdizione pastorale e le parrocchie coinvolte furono affidate alle vicine Diocesi di Sora, Diocesi di Aquino, Diocesi di Pontecorvo.
Nel 1811, con l'istituzione del Distretto di Piedimonte d'Alife, il circondario di Venafro ed il circondario di Colli a Volturno (il cui capoluogo verrà, in seguito, spostato a Castellone) furono sottratti all'amministrazione sorana per essere aggregati al nuovo ente.
Sora e i comuni vicini videro, in questo periodo, un discreto sviluppo economico nonché il consolidamento e ammodernameto dell'assetto industriale delle cartiere, dei lanifici e feltrifici tanto che la Valle del Liri si trasformò nel primo comprensorio industriale e capitalistico alle porte di Roma.

## La restaurazione borbonica

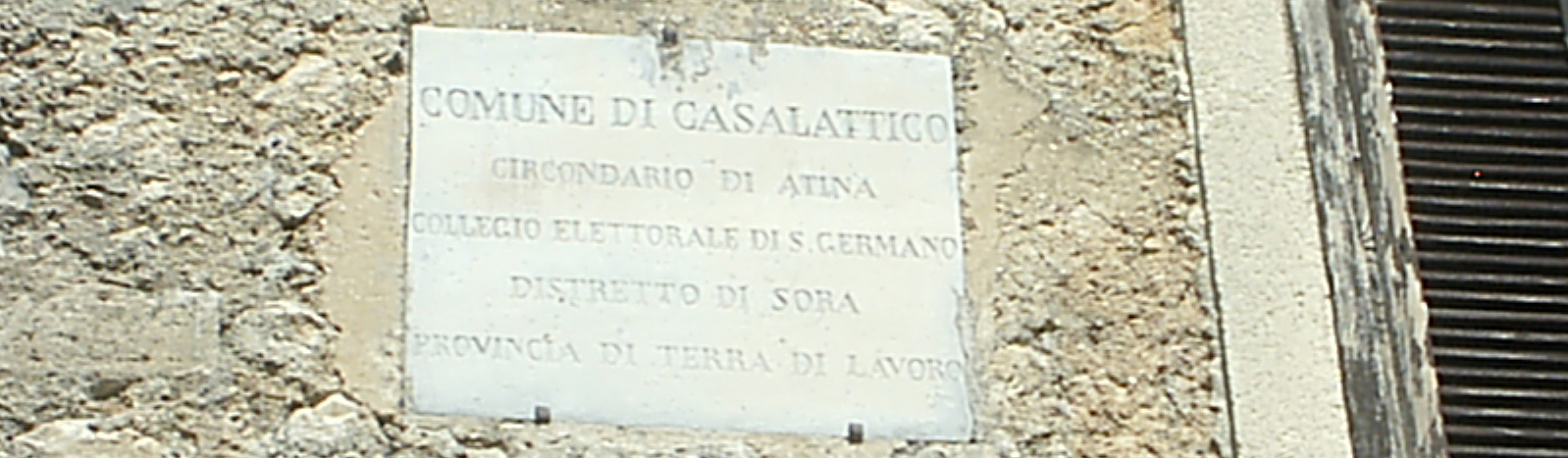
Targa storica all'ingresso di Casalattico, che riporta le locali divisioni amministrative del Regno delle Due Sicilie

Con il ritorno di Ferdinando IV nel Regno, l'amministrazione locale fu prevalentemente gestita dai municipi (decurionato) e Sora dovette riaprire diverse cause contro Antonio II Boncompagni per l'alienazione dei beni ducali. La capitolazione di Napoleone incise solo marginalmente sui progressi industriali raggiunti, ma la stretta alleanza fra il nuovo Regno delle due Sicilie e lo Stato Pontificio si concretizzò nella Valle del Liri con politiche volte alla lenta inibizione dei movimenti liberali e di conseguenza al rallentamento dello sviluppo industriale.
I confini distrettuali, come divisione amministrativa nel Regno delle Due Sicilie, rimasero invariati. Nel 1815, un accordo fra il re di Napoli e Pio VII stabilì il ripristino della Diocesi di Montecassino, a cui, per la prima volta nella storia, fu aggregata la prepositura di Atina, l'ex vescovato della città la cui nobiltà, clero e società industriale erano state, fino ad allora, fortemente legate alle chiese di Sora.
Intanto a Sora, Isola del Liri, Arpino e Atina fioriscono i primi movimenti liberali collegati all'illuminismo Napoletano, con esponenti di spicco quali Giuseppe Polsinelli, Ernesto Capocci e la famiglia Visocchi di Atina.

## L'Unità d'Italia e la soppressione del distretto

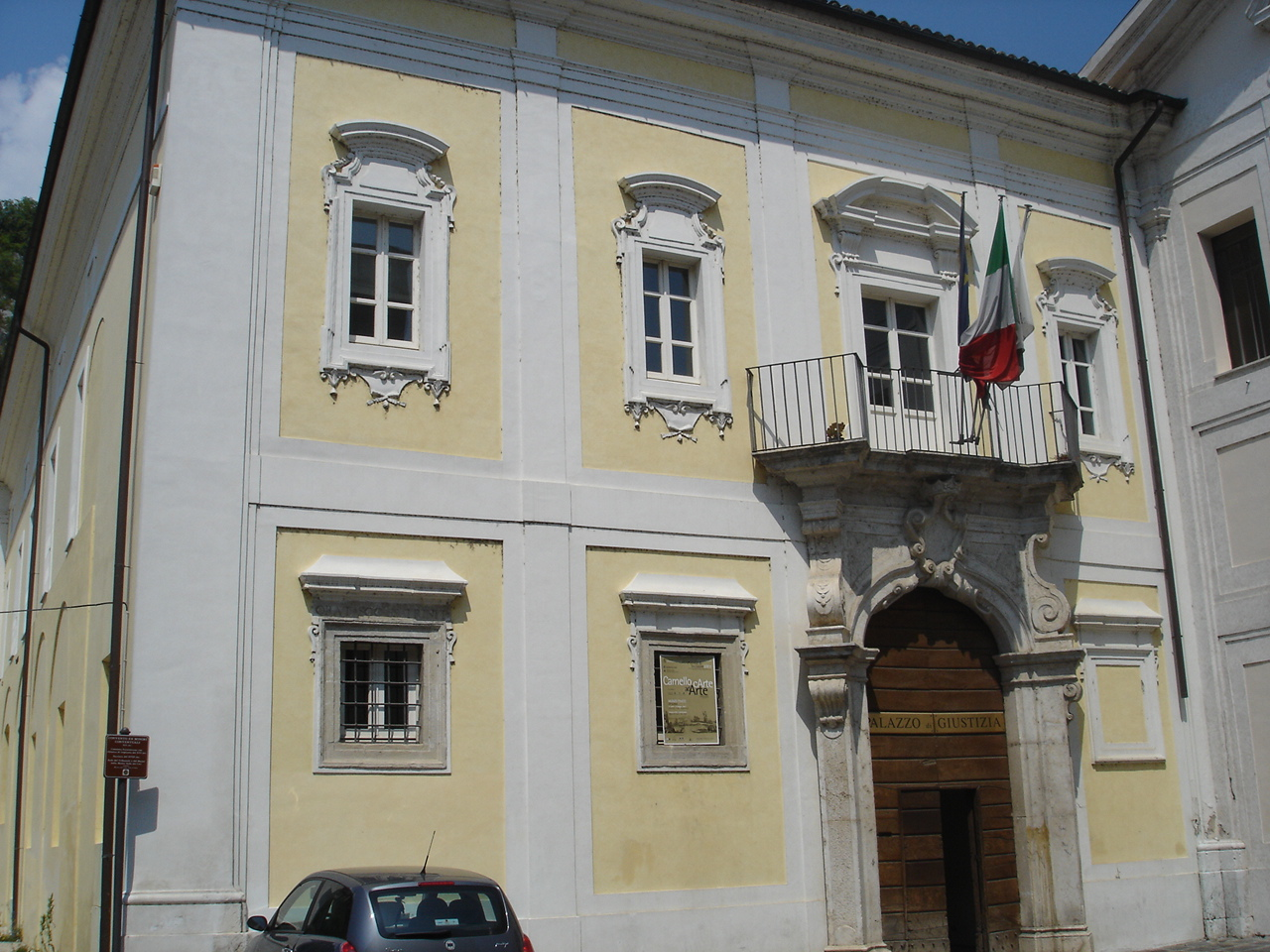
La sede storica della sottointendenza di Sora, ora sede del Museo della media valle del Liri.

Questo panorama storico favorì l'emergere delle ambizioni di San Germano all'interno del distretto che si proponeva di ospitare nuove sedi amministrative. L'attuale Cassino, infatti, era già sede della Ricevitoria Distrettuale. Con l'Unità d'Italia, per interessamento dei vari abati di Montecassino (visti i fermenti filonazionali vagamente neoguelfisti all'interno dell'abbazia) e per volere di Vittorio Emanuele II, San Germano mutò nome in Cassino e divenne sede di tribunale: una nuova classe politica si costruiva attorno agli uffici giudiziari. Parallelamente, però, iniziava il declino, l'isolamento e l'arretramento tecnologico del comprensorio industriale lirinate. Con il riassetto amministrativo del nuovo Regno d'Italia), il distretto di Sora venne soppresso.